# Fédération panaméricaine de karaté
La Fédération panaméricaine de karaté, appelée Panamerican Karate Federation ou PKF en anglais, est le principal organisme dirigeant du karaté en Amérique. Fondée le 1er octobre 1975 sous le sigle PUKO, changé en 1995, elle organise tous les ans des championnats panaméricains de karaté.